# Градиентно спускане
Градиентно спускане (на английски: Gradient Descent) е метод (алгоритъм) за намиране на локален минимум на диференцируема функция.
Идеята е чрез итеративен подход да се намери най-ниските стойности на функция, като се правят постепенни стъпки в посока обратна на градиента. Обратното на градиентно спускане е градиентно изкачване, което има за цел да намери локален максимум, чрез стъпване в посока на градиента. Метода на градиентното спускане е широко използван в машинното обучение, за минимизиране на функцията на загубата.
Има три вида алгоритъма за обучение на невронни мрежи чрез градиентно спускане. Те са batch gradient descent, mini-batch gradient descent и стохастично градиентно спускане, който е е в основата на тренирането на повечето невронни мрежи в днешно време.

## Описание
Градиентното спускане се базира на наблюдението, че ако функцията с множество променливи {\displaystyle f(x)}: {\displaystyle D_{f}\rightarrow \mathbb {R} } е диференцируема в околност {\displaystyle U_{\delta }(a)\in D_{f}}, то {\displaystyle f} намалява най-бързо ако се премине от {\displaystyle a} в посока на отрицателния градиент {\displaystyle -\nabla f(a)}. Всяка следваща стъпка се изчислява според формулата {\displaystyle a_{n+1}=a_{n}-\eta \nabla *f(a_{n})}. От нея следва, че за достатъчно малка скорост на обучение {\displaystyle \eta \in \mathbb {R} _{+}} , имаме {\displaystyle f(a_{n})\geq f(a_{n+1})}. Изваждаме градиента {\displaystyle -\nabla f(a)}, защото искаме да движим срещу него и към локалния минимум.
Имайки предвид това, при прилагане на метода се започва от предположение {\displaystyle x_{0}} за локален минимум от {\displaystyle f} и се разглежда последователността {\displaystyle x_{0},x_{1},x_{2}...x_{n}}, такава, че {\displaystyle x_{n+1}=x_{n}-\eta \nabla x_{n},n\geq 0}. Стойността на размера на стъпката {\displaystyle \eta } може да се променя след всяка итерация. Получава се монотонна редица {\displaystyle f(x_{0})\geq f(x_{1})\geq (f(x_{2}))...\geq f(x_{n})}. Накрая редицата трябва да е сходяща и да се доближава до желания локален минимум.

### Пример за градиентно спускане в реалния свят
Градиентното спускане може да бъде илюстрирано чрез конкретен сценарий. Да си представим, че човек се намира високо в планината и иска да слезе (т.е. да намери локалния минимум). Пред него, обаче има гъста мъгла и видимостта е изключително намалена. Пътеката за слизане не се вижда, така че той е принуден да използва само информацията от стръмността на наклона. Логично е този човек да следва местата с най-голям наклон надолу за да слезе възможно най-бързо. Така след като изпробва няколко посоки, той накрая ще успее или да слезе от планината или да заседне в някоя дупка (т.е. локален минимум или седлова точка).
В този пример, човекът представлява алгоритъма, а пътят поет надолу по планината, последователността от точки {\displaystyle x_{0},x_{1},x_{2}...x_{n},} които човекът ще изследва. Стръмността на пътят представлява производната на функцията {\displaystyle f} в точка {\displaystyle x_{n}}. Пътят по който се движи е в съответствие с отрицателния градиент на {\displaystyle f} в т. {\displaystyle x_{n}}. Времето в което пътува преди отново да се съобрази с наклона на пътя е размерът на стъпката..